# Liste der Mitglieder des Zweiten Vereinigten Landtages der Provinz Pommern
Diese Liste nennt die Mitglieder des Zweiten Vereinigten Landtages aus der Provinz Pommern.

## Hintergrund
Formal war der preußische Vereinigte Landtag ein gemeinsames Zusammenkommen der preußischen Provinziallandtage. Entsprechend setzte sich auch beim 1848 tagenden Zweiten Vereinigten Landtag die Gruppe der Abgeordneten aus der Provinz Pommern grundsätzlich so zusammen, wie der damalige Provinziallandtag der Provinz Pommern. Dies war der 9. Provinziallandtag, der im Jahre 1845 getagt hatte. 

## Liste der Abgeordneten
| Kurie                                | Wahlbezirk                                                                                    | Abgeordneter                              | Anmerkung                                                                   |
| ------------------------------------ | --------------------------------------------------------------------------------------------- | ----------------------------------------- | --------------------------------------------------------------------------- |
| Stand der Fürsten, Grafen und Herren | Virilstimme                                                                                   | Wilhelm Malte I., Fürst zu Putbus         | Erblandmarschall und Generalgouverneur von Neuvorpommern                    |
| Ritterschaft                         | Kreis Greifswald                                                                              | Theodor Graf von von Bismarck-Bohlen      | Oberst a. D. und Rittergutsbesitzer, Carlsburg. Provinziallandtagsmarschall |
| Ritterschaft                         | Kreis Rügen                                                                                   | Otto von Dycke                            | Regierungsrat a. D. Losentitz                                               |
| Ritterschaft                         | Kreis Franzburg                                                                               | August von Gadow                          | Kammerherr, Drechow                                                         |
| Ritterschaft                         | Kreis Grimmen                                                                                 | Gustav von Hagenow                        | Rittergutsbesitzer auf Langenfelde                                          |
| Ritterschaft                         | Kreis Demmin                                                                                  | Woldemar von Heyden                       | Rittergutsbesitzer, Cartlow                                                 |
| Ritterschaft                         | Kreis Randow                                                                                  | A. von Puttkamer                          | Landrat, Stettin                                                            |
| Ritterschaft                         | Kreis Cammin                                                                                  | C. W. F. von Flemming                     | Kreisdeputierter und Rittergutsbesitzer, Basenthin                          |
| Ritterschaft                         | Kreis Naugard                                                                                 | Bernhard von Bismarck                     | Landrat und Rittergutsbesitzer, Jarchlin                                    |
| Ritterschaft                         | Kreis Regenwalde: ehemaliger Borckescher Kreis                                                | von Hagen                                 | Landschaftsrat, Premslaff                                                   |
| Ritterschaft                         | Kreis Regenwalde: ehemaliger Ostenscher Kreis                                                 | Georg August Adolf Heinrich von der Osten | Landrat, Witzmitz                                                           |
| Ritterschaft                         | Kreis Saatzig                                                                                 | Asch                                      | Kreisdeputierter und Rittmeister a. D., Müggenhagen                         |
| Ritterschaft                         | Kreis Greifenberg                                                                             | Heinrich von der Marwitz                  | Landrat und Landschaftsdirektor, Greifenberg                                |
| Ritterschaft                         | Kreis Greifenberg                                                                             | Adolf von Thadden-Trieglaff               | Premier-Leutnant a. D., Trieglaff                                           |
| Ritterschaft                         | Kreis Belgard                                                                                 | Bauck                                     | Rittergutsbesitzer, Klein Poplow                                            |
| Ritterschaft                         | Kreis Rummelsburg                                                                             | Georg von Puttkamer                       | Rittergutsbesitzer, Treblin                                                 |
| Ritterschaft                         | Kreis Lauenburg-Bütow                                                                         | von Weiher                                | Landschaftsrat, Vietzig                                                     |
| Ritterschaft                         | Kreis Schlawe                                                                                 | Anton von Kleist                          | Landrat, Nemitz                                                             |
| Ritterschaft                         | Kreis Stolp                                                                                   | Hans Hugo Erdmann von Gottberg            | Rittergutsbesitzer, Mahnwitz                                                |
| Ritterschaft                         | Kreis Fürstenthum                                                                             | Wilhelm von Hellermann                    | Assessor zu Cartzin bei Cöslin                                              |
| Ritterschaft                         | Kreis Pyritz                                                                                  | Eduard von Bonin                          | Rittergutsbesitzer, Schönwerder                                             |
| Ritterschaft                         | Kreis Neustettin                                                                              | Theodor von Bonin                         | Landrat, Wulflatzke                                                         |
| Ritterschaft                         | Kreis Greifenhagen                                                                            | Johann Ludwig Coste                       | Rittergutsbesitzer, Brusenfelde                                             |
| Ritterschaft                         | Kreis Usedom-Wollin                                                                           | Karl Rodbertus                            | Generallandschaftsrat, Jagetzow                                             |
| Städte                               | Grimmen, Tribsees, Damgarten, Richtenberg, Franzburg, Gützkow, Bergen, Garz                   | Friedrich Wilhelm Ockel                   | Bürgermeister, Tribsees                                                     |
| Städte                               | Anklam                                                                                        | Arndt                                     | Ratsmaurermeister Anklam                                                    |
| Städte                               | Demmin, Treptow an der Tollense, Jarmen, Swinemünde, Neuwarp, Usedom, Wollin                  | Jahnke                                    | Kaufmann und Ratsherr, Swinemünde                                           |
| Städte                               | Pasewalk, Gartz, Ueckermünde, Pölitz, Penkun, Damm                                            | J. Chr. Fr. Petschow                      | Kaufmann und Ratsmann Ueckermünde                                           |
| Städte                               | Stargard                                                                                      | J. D. F. Kuß oder Kuss                    | Partikulier und unbesoldeter Ratsherr, Stargard                             |
| Städte                               | Colberg                                                                                       | Kuschke                                   | Bürgermeister, Colberg                                                      |
| Städte                               | Labes, Cammin, Daber, Massow, Naugard, Plathe, Regenwalde, Wangerin, Gollnow                  | E. H. Th. Stägemann                       | Bürgermeister, Wangerin                                                     |
| Städte                               | Cöslin, Cörlin, Belgard, Polzin, Tempelburg, Neustettin, Bublitz                              | C. Th. Wilm                               | Apotheker, Belgard                                                          |
| Städte                               | Stolp                                                                                         | J. Fr. Grunau                             | Kommerzienrat, Stolp                                                        |
| Städte                               | Treptow an der Rega, Greifenberg                                                              | Kuschke                                   | Stadtsyndikus, Treptow a. R.                                                |
| Städte                               | Greifenhagen, Bahn, Fiddichow, Pyritz, Zachan, Jacobshagen, Freienwalde                       | Krüger                                    | Kaufmann, Greifenhagen                                                      |
| Städte                               | Rügenwalde, Schlawe, Pollnow, Zanow, Lauenburg, Leba, Bütow, Rummelsburg, Bärwalde, Ratzebuhr | Denzien                                   | Kaufmann und Mühlenbesitzer, Lauenburg                                      |
| Städte                               | Stralsund                                                                                     | Carl Georg Schwing                        | Bürgermeister, Stralsund                                                    |
| Städte                               | Greifswald                                                                                    | Daniel Joachim Christian Teßmann          | Doktor und Senator, Greifswald                                              |
| Städte                               | Stettin                                                                                       | Franz Hessenland                          | Stadtverordnetenvorsteher, Stettin                                          |
| Städte                               | Wolgast, Barth, Loitz, Lassan                                                                 | C. Dankwart                               | Bürgermeister, Loitz                                                        |
| Landgemeinden                        | Kreis Franzburg, Kreis Grimmen                                                                | L. A. Scheven                             | Gutsbesitzer, Schönhoff                                                     |
| Landgemeinden                        | Kreis Randow, Kreis Ueckermünde                                                               | J. H. B. Michaelis                        | Gutsbesitzer, Rochow                                                        |
| Landgemeinden                        | Kreis Anklam, Kreis Demmin, Kreis Usedom-Wollin                                               | C. J. Lemke                               | Schulze und Bauer, Medow                                                    |
| Landgemeinden                        | Kreis Greifenhagen, Kreis Pyritz, Kreis Saatzig                                               | C. Kundler                                | Freischulze, Woltersdorf                                                    |
| Landgemeinden                        | Kreis Cammin, Kreis Greifenberg, Kreis Regenwalde, Kreis Naugard                              | A. von Schmidt                            | Erbpächter, Schellin                                                        |
| Landgemeinden                        | Kreis Belgard, Kreis Fürstenthum, Kreis Neustettin                                            | Chr. Behling                              | Schulze, Pancknin                                                           |
| Landgemeinden                        | Kreis Stolp, Kreis Schlawe, Kreis Rummelsburg, Kreis Lauenburg-Bütow                          | Fr. Müller                                | Freischulze, Masselwitz                                                     |